# Relations entre le Guyana et Taïwan
Les relations entre le Guyana et Taïwan désignent les relations internationales s'exerçant entre, d'une part, la république coopérative du Guyana, et de l'autre, la république de Chine.
En l'absence de relations diplomatiques officielles entre les deux États, ainsi que de l'établissement de bureaux de représentation entre eux, Taïwan est représenté auprès du Guyana par l'intermédiaire de l'ambassade de république de Chine à Saint-Christophe-et-Niévès.

## Relations diplomatiques
Le 25 octobre 1971, le Guyana se prononce en faveur de la résolution 2758 de l'Assemblée générale des Nations unies, qui sera alors adoptée. Aucune relation diplomatique n'a eu lieu depuis entre la république coopérative du Guyana et la république de Chine, tandis que cette première entretient traditionnellement des relations rapprochées avec la république populaire de Chine depuis 1972.
Le 11 janvier 2021, le département guyanien du Commerce extérieur et le ministère des Affaires étrangères de république de Chine signent un accord en vue de l'établissement d'un bureau de représentation taïwanais sur le territoire du Guyana, avec la possibilité d'ouvrir un bureau homologue sur le territoire de Taïwan,.
Cet accord est publiquement dévoilé le 3 février par un communiqué de presse de l'ambassade américaine au Guyana, « [félicitant] l'accord visant à établir un bureau de Taïwan au Guyana ». Le lendemain, le ministère de république de Chine publie son propre communiqué, promouvant l'optique de développer des liens économiques entre les deux territoires. Le ministre guyanien des Affaires étrangères Hugh Todd (en) confirme la signature à la presse locale, tout en assurant que cela ne remettait pas en question le principe de la politique d'une seule Chine adopté par le gouvernement guyanien et que « le Guyana n'[était] pas en train d'établir de relations diplomatiques avec Taipei »,. Néanmoins, l'accord est résilié quelques heures plus tard par le ministère guyanien « en réponse à la mauvaise communication autour de l'accord signé », clarifiant ainsi que « le gouvernement du Guyana [...] continue d'adhérer à la politique d'une seule Chine et que ses relations diplomatiques restent intactes avec la république populaire de Chine », ; cette déclaration fait entre autres suite à celle du porte-parole Wang Wenbin du ministère chinois des Affaires étrangères, clamant le respect de la politique d'une seule Chine.